# Jerry Adler (Musiker)
Hilliard Gerald „Jerry“ Adler (* 30. Oktober 1918 in Baltimore; † 13. März 2010 in Sarasota) war ein Mundharmonikaspieler, der insbesondere im Bereich der Klassischen Musik und des Easy Listening hervorgetreten ist, aber auch an der Einspielung zahlreicher Filmmusiken und Jazzstücke beteiligt war.

## Leben und Wirken
Adler, der jüngere Bruder des Harmonikavirtuosen Larry Adler, lernte wie sein Bruder ebenfalls sehr früh das Instrument spielen. Mit 13 Jahren gewann er einen Talentwettbewerb der Baltimore Evening Sun. Nach ausgedehnten Konzertreisen durch Europa und Asien spielte er mit 17 Jahren vor Präsident Harry S. Truman im Weißen Haus. Auch arbeitete er mit Paul Whiteman. Während des Zweiten Weltkriegs war er in der Pazifikregion in der Truppenbetreuung tätig.
Als Studiomusiker ist er in zahlreichen Filmen zu hören, die zwischen den 1940er und den 1960er Jahren entstanden, etwa in Shane, High Noon, Mary Poppins oder My Fair Lady. Er arbeitete mit Duke Ellington, Louis Armstrong, Ira Gershwin und Henry Mancini. Auch ist er mit Ed Sullivan, Jack Benny, Frank Sinatra, Glen Campbell, Steve Allen, Johnny Carson und Dinah Shore aufgetreten. Zwischen 1972 und 1995 spielte er auf großen Kreuzfahrtschiffen.
2005 veröffentlichte er seine Autobiographie, Living from Hand to Mouth. Mit 91 Jahren starb Adler an den Folgen von Prostatakrebs.

## Diskographische Hinweise
- A Handfull of Blues
- Jerry Adler on Stage
- The Harmonica Artistry of Jerry Adler
- The Harmonica Magic of Jerry Adler
- Musical Memories (2 CDs), Karthause-Schmülling CD 257-1/2 (2006)